# Хаджидимово
Хаджѝдимово е град в Югозападна България. Той се намира в област Благоевград, на около 15 km от град Гоце Делчев. Градът е административен център на община Хаджидимово. По данни на ГРАО към 15 юни 2023 г. в града живеят 2512 души по настоящ адрес и 2721 души по постоянен адрес.

## География
Разположен е в крайните южни предели на България, до границата с Гърция. В южна посока землището на града е предимно хълмисто, съставено от далечни предпланини на масивите Славянка, Щилка и Боздаг, но преобладаващата част от територията му е равнинна. Долината на Места с тополовите растителни пояси от двете ѝ страни, плодородните и равни ниви и градини, младите борови гори и в по-далечен фон сините силуети на Пирин придават на Хаджидимово особено очарование. Лятото е горещо, зимата е по-често суха и относително студена за тази географска ширина.

## История

### Име
Градът е наследник на селата Горняни и Долна Сингартия. От 1934 до 1951 г. Долна Сингартия се казва Жостово по името на генерал Константин Жостов, роден в село Гайтаниново, а Горняни си запазва името. От 1951 г. селището носи името на българския революционер и социалистически деец Димо Хаджидимов. През 1959 г. към Хаджидимово е присъединено село Горняни (бивше Горна Сингартия).

### В Османската империя
Градът има продължително историческо съществуване. В античността там по течението на Места преминава важен път до централната за Балканския полуостров артерия Виа Егнация. През 1911 г. в местността Котубаре е открита каменна гробница с бронзови, сребърни и глинени съдове, сребърни и златни накити. Там е открита икона на св. Георги от Атанас Лазаров от село Горна Сингартия. В Горна Сингартия, където е намерена иконата, е построен манастирът „Св. Георги Победоносец“ в 1865 г., който е обявен за паметник на културата. В манастира е неформалното седалище на Неврокопския митрополит Натанаил, който от момента на избора си през пролетта на 1994 г. връща официалното седалище на митрополията от Благоевград в Неврокоп (днес гр. Гоце Делчев). В близост до града се намира и параклисът „Свети Димитър“.
В „Етнография на вилаетите Адрианопол, Монастир и Салоника“, издадена в Константинопол в 1878 г. и отразяваща статистиката на населението от 1873 г., Горна Сенгартия (Gorna-Sengartia) е посочено като село с 59 домакинства и 28 жители мюсюлмани и 170 българи, а Долна Сенгартия (Dolna-Sengartia) – със 70 домакинства и 55 жители мюсюлмани и 165 българи. В 1889 г. Стефан Веркович (Топографическо-этнографическій очеркъ Македоніи) отбелязва Горна Сингартия като село с 63 български и 12 турски къщи, а Долна Сингартия – с 46 български и 24 турски къщи.
В 1891 г. Георги Стрезов пише за селата:
| „ | Горно Сингартия, село на Ю от Неврокоп 2 часа път. Лежи на един баир. Местност неравна; земледелци. Църква св. Георги откъм южната страна на селото. Четат гръцки; 75 къщи българе и турци. Долно Сингартия, една част от което е и чифлик; на СИ от Горно Сингартия, по-малко от 1/2 час път, разположено на равнище до един поток. Поминък със земледелие. Черкуват се в Горно Сингартия. Къщи 60, и 10 турци. | “ |

Към 1900 година според известната статистика на Васил Кънчов („Македония. Етнография и статистика“) населението на Горна Сингартия брои 295 жители, от които 250 българи християни и 45 турци, а Долна Сингартия брои 780 жители, от които 420 българи християни и 360 турци.

### В България
В 1928 година е създадено читалище „Иларион Макариополски“. Хаджидимово е обявено за град на 23 април 1996 г. с Решение на Министерския съвет.

## Обществени институции
Участък на полицията.

## Население
Численост на населението според преброяванията през годините:
| \| Година на преброяване \| Численост \| \| --------------------- \| --------- \| \| 1934 \| 2416 \| \| 1946 \| 2964 \| \| 1956 \| 2936 \| \| 1965 \| 2878 \| \| 1975 \| 2820 \| \| 1985 \| 3036 \| \| 1992 \| 3162 \| \| 2001 \| 2925 \| \| 2011 \| 2730 \| |           |
| Година на преброяване | Численост |
| 1934 | 2416      |
| 1946 | 2964      |
| 1956 | 2936      |
| 1965 | 2878      |
| 1975 | 2820      |
| 1985 | 3036      |
| 1992 | 3162      |
| 2001 | 2925      |
| 2011 | 2730      |

Етническият състав включва 2336 българи и 263 цигани.

## Религии
В града живеят източноправославни християни, както и малка евангелска общност. Манастирът „Св. Георги“ по времето на неврокопския митрополит Натанаил става духовен център на епархията, която обхваща цялата Благоевградска област. В него редовно идват поклонници и от съседна Гърция, организират се регионални, национални и международни конференции. Още от избора си през пролетта на 1994 г. митрополит Натанаил организира безплатни детски летовища в манастира. Характерно за тази обител е, че за празника манастирът се посещава и от стотици българомохамедани, много от които по стара традиция нощуват в храма срещу празника.
Черквата в града „Успение Богородично“ е над 170-годишна, построена през 1845 година. Традиционно на храмовия празник – 15 август, се провежда търг в двора на храма, като средствата се използват за поддръжка и ремонти на черквата.
На около 3 километра от центъра се намира параклисът „Свети Димитър Солунски“, построен през 60-те години на XX век. Храмът се намира непосредствено до средновековната крепост „Свети Димитър“.

## Политика
На местните избори през 2007 г. за кмет са се кандидатирали 19 души. За кмет е избран Людмил Терзиев.

## Икономика
В града има няколко фабрики за обувки, днес взети от италиански предприемачи. Най-голямата сред тях е „Жоси“ АД.

## Музеи
През пролетта на 2008 г. е открит информационно-туристически център. В него са изложени находки от археологични разкопки на територията на общината.

## Забележителности
В околностите на града има палеонтологично находище от късния миоцен. Палеоорнитологът проф. Златозар Боев е определил костна находка (първа фаланга от пръст на левия крак) като принадлежаща на каратеодоровия щраус (Struthio karatheodoris). Тя е едната от общо двете находки (другата е от находището до с. Калиманци, обл. Благоевград), чрез които за първи път в България е установено, че някога на територията на страната са се срещали и щрауси. В същото находище той е открил и описал първите в Европа птици носорози, представени с нов за науката род и вид (Euroceros bulgaricus), нов вид мишелов, нов вид сокол и нов вид орел змияр.
На територията на община Хаджидимово се намират и няколко важни културно-исторически обекта:
- Късноантична и средновековна крепост в местността „Свети Димитър“ – на около 3 километра от центъра на град Хаджидимово.
- Тракийски некропол – в местността Дрежно, 5 км южно от с. Абланица;
- Античен и средновековен некропол – местността Поляната, в с. Абланица;
- Средновековен некропол – местността Мируля, 3 км южно от с. Абланица;
- Късноантично градище – 4 км западно от с. Гайтаниново;
- Антично селище – местността Чучулигата, 5 км северно от с. Лъки;
- Антично селище – местността Св.Спас, 2,5 км северно от с. Лъки;
- Тракийски некропол – местността Халките, 1,5 км западно от гр. Хаджидимово.

## Редовни събития
На 6 май 1996 г. Хаджидимово е обявен за град. На този ден от годината, приет като официален празник на града, се провеждат тържества. Събитието привлича хора от областта и съседна Гърция, като обща спирка за всеки е манастирът „Св. Георги Победоносец“.

## Личности
В края XIX – началото на XX век от Сингартия са революционерите Никола Копоев (1878 – 1925) и Георги Мандажиев. През XX век видни жители на градчето са Любен Стефанов (1929 – 1996), политик от БЗНС, Мария Неделчева, по мъж Габриел (р. 1979), евродепутат и еврокомисар. От Хаджидимово са и футболистите Георги Варадев (р. 1970) и Стефан Милушев (р. 1969)

## Други
Футболен отбор на име „Места“, състезаващ се във „В“ югозападна аматьорска група. Има и стадион, наименуван на неговия създател Димитър Лекин, бивш кмет на Хаджидимово.
- Фонтанът на площада, създаден от кмета Кръстю Типов и пуснат от кмета Людмил Терзиев.
- Паметникът на Димо Хаджидимов, намиращ се на площад „Димо Хаджидимов“.